# Francesc Morales
Francesc Morales (Barcelona, 10 de octubre de 1985) es un director, productor y guionista chileno-español.

## Biofilmografía
Director Audiovisual, estudió en la Pontificia Universidad Católica de Chile y obtiene un certificado académico en dramaturgia. Trabajaba como asistente de dirección en varios proyectos de Jorge Olguín, incluyendo los largometrajes "Solos" y "Caleuche" (etapa de preproducción). Es asistente de producción del largometraje "Post Mortem" de Pablo Larraín, el cual compite en el festival de cine de Venecia y gana el premio a mejor película en el Havana Film Festival, Los Angeles Latino International Film Festival, entre otros. 
Produce, escribe y dirige varios cortometrajes que lo llevan a participar en competencias mundiales. Su corto "Anular" fue nominado al premio nacional Apes de la prensa especializada. Su ópera prima como director es el largometraje “Humanimal (film)”, una bizarra historia protagonizada por actores vestidos de animales, que es exhibida en el festival de Cine de La Habana y en varios festivales de cine fantástico del mundo. Además, su actor protagónico, Ramón Llao, es nominado al Premio Altazor 2011 por Mejor Actor de Cine por su trabajo en el film. A fines de 2011 escribe, dirige y coproduce su segundo largometraje "Apio Verde", un thriller psicológico con elementos de cine social sobre el aborto terapéutico. La película es invitada a ser el film de apertura del Arizona Film Festival (EE. UU.) y del único festival de cine de Chile enfocado en la diversidad sexual, Diva Film Festival 2013. En televisión trabaja como parte del equipo de guionistas del reality "Pareja perfecta" y de las series de ficción "Gordis (telenovela)" y "Mamá mechona (telenovela)". Actualmente prepara su tercer largometraje.
- Datos: Q16493230